# 中谷剛
中谷 剛（なかたに たけし、1966年 - ）は、日本の通訳・翻訳家（日本語・ポーランド語）。アウシュヴィッツ＝ビルケナウ強制収容所内にあるアウシュヴィッツ・ビルケナウ博物館の日本人初の公認ガイド。

## 人物
兵庫県神戸市生まれで、親の転勤で栃木県足利市で子ども時代を過ごす。1987年、京都産業大学経営学部在学中に初めてポーランドへ旅行。同大学を卒業後、3年間の会社勤めを経て退職。再びポーランドに赴き、1991年よりポーランドに移住、1997年ポーランド国立アウシュビッツ・ミュージアムの公式通訳の資格を取得。現在、同ミュージアム唯一の日本語公式ガイド（嘱託）。
2008年現在、ポーランド・オシフィエンチム在住。

## 著書
- 『アウシュヴィッツ博物館案内』凱風社 2012年8月（新訂増補版）ISBN 978-4-7736-3607-9
- 『ホロコーストを次世代に伝える―アウシュヴィッツ・ミュージアムのガイドとして』岩波書店〈岩波ブックレットNo.710〉、2007年10月。ISBN 4000094106。